# Taryn Manning
Taryn Manning (ur. 6 listopada 1978 w Falls Church w stanie Wirginia) – amerykańska aktorka, piosenkarka i projektantka mody. Jest także wokalistką duetu Boomkat. Pierwszą rolę jako aktorka zagrała w 2001 roku, wcielając się w postać Maddy w filmie Piękna i szalona. Występowała w filmie Crossroads – Dogonić marzenia, w której grała razem z Britney Spears. Ma własną linię odzieży o nazwie Born Uniqorn.

## Życiorys

### Młodość
Manning urodziła się w Falls Church w stanie Wirginia. Jej rodzice – Sharyn i Bill Manning rozwiedli się kiedy miała dwa miesiące. W wieku 12 lat wraz z matką i bratem – Kellinem przeniosła się do Kalifornii, tam uczęszczała do Orange County High School of the Arts. Pomimo niskich dochodów Taryn brała lekcje tańca oraz uczyła się karate.

### Kariera
Taryn swą karierę zaczęła od małych ról w kilku produkcjach filmowych i telewizyjnych. Zaraz potem udała się na studia aktorskie. W 1999 roku została wyróżniona za rolę w Speedway Junky. Gwiazdorstwo w telewizji doprowadziło ją do głównych ról w filmach fabularnych, następnie zadebiutowała w romantycznej komedii Piękna i szalona, w której udział wzięła Kirsten Dunst. Znaczącą rolą było dla niej wcielenie się w postać Mimi w filmie Crossroads – Dogonić marzenia, gdzie zagrała jedną z głównych ról wraz z Britney Spears i Zoe Saldañą. Występowała także jako Tiffany „Pennsatucky” Doggett w serialu Orange Is the New Black.